# 모리야스 히로시
모리야스 히로시(일본어: 森保 洋, 1972년 1월 29일 ~ )는 일본의 전 축구 선수로 선수 시절 에히니 히로시마, 세이노 운수, 사간 도스 등에서 수비수로 활동하였으며 모리야스 하지메 일본 축구 국가대표팀 감독의 친동생으로 알려져 있다.

## 구단 경력
1990년 마쓰다 오토 히로시마에 입단했다. 1992년 재팬 풋볼 리그의 세이노 운수로 이적했다. 1994년 J1리그의 PJM 퓨쳐즈(사간 도스)로 이적했다. 1999년부터 J2리그로 승격했다. 2000년까지 132경기에 출전하여, 2득점을 넣었다. 2000년후 현역 은퇴.